# Tilman Birr

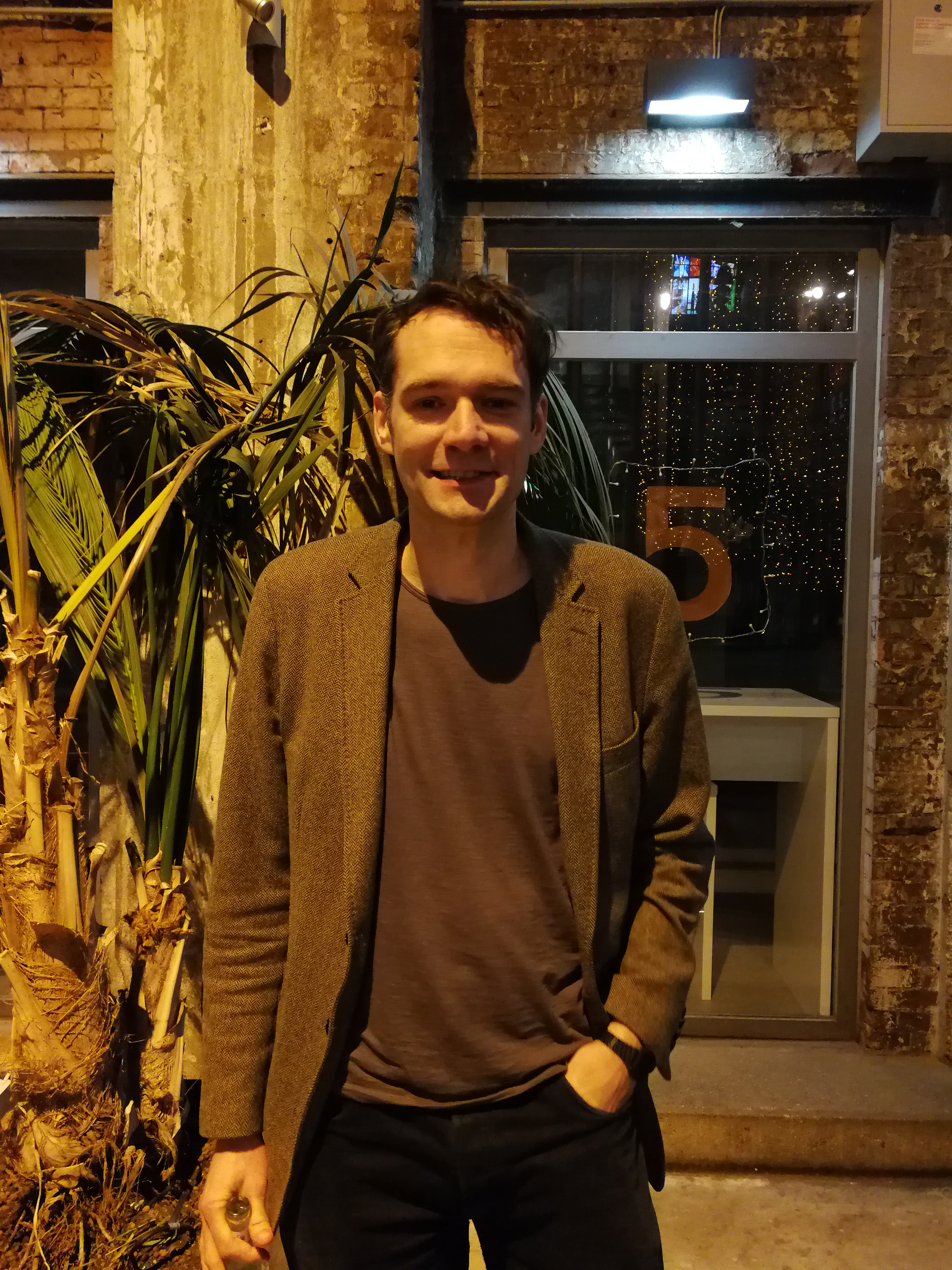
Tilman Birr (2020)

Tilman Birr (* 25. August 1980 in Frankfurt am Main) ist ein deutscher Autor, Liedermacher und Kabarettist.

## Leben
Birr begann seine Bühnenkarriere als Lesebühnen-Vorleser und Poetry Slammer. 2002 gründete er die Lesebühne Ihres Vertrauens in Frankfurt am Main, später wurde er Mitglied der Berliner Samstagsshow. Außerdem moderiert Birr gemeinsam mit Maik Martschinkowsky den Saalslam, einen Poetry Slam in Berlin-Neukölln. Für sein erstes Soloprogramm Das war hier früher alles Feld wurde der Bühnenkünstler mit mehreren Preisen ausgezeichnet. 2012 erschien sein humoristischer Roman "On se left you see se Siegessäule – Erlebnisse eines Stadtbilderklärers" im Münchner Manhattan-Verlag, der auch als Hörbuch (Hörverlag München) vorliegt. Anfang 2013 folgte das Musikalbum "Die Gesellschaft verurteilt so was schnell" und Anfang 2016 sein zweites Musikalbum "Ich hab ´nen LKW für dich geklaut".
In „Zum Leben ist es schön, aber ich würde da ungern auf Besuch hinfahren – eine kleine Heimatkunde“ setzt Birr sich kritisch mit deutschen Mentalitäten auseinander und stellt viele deutsche Eigenheiten als merkwürdig und überdenkenswert dar.

## Veröffentlichungen
- On se left you see se Siegessäule – Erlebnisse eines Stadtbilderklärers. Manhattan-Verlag, München 2012, ISBN 978-3-442-54702-9.
- On se left you see se Siegessäule – Erlebnisse eines Stadtbilderklärers. Der Hörverlag, München 2012, ISBN 978-3-86717-832-7. (Hörbuch, Live-Mitschnitt von Auftritten in Frankfurt, Berlin und München)
- Die Gesellschaft verurteilt so was schnell. Audio-CD.
- Zum Leben ist es schön, aber ich würde da ungern auf Besuch hinfahren – Eine kleine Heimatkunde. Manhattan-Verlag, München 2014, ISBN 978-3-442-54708-1.
- Berlin – Satirisches Reisegepäck. Müller, Erlangen 2015, ISBN 978-3-95654-248-0.
- Ich hab ´nen LKW für dich geklaut, Audio-CD
- Wie sind Sie hier reingekommen?, Roman, Satyr Verlag, Berlin 2023, ISBN 978-3910775008

## Auftritte
- 2014: Comedy mit Karsten

## Auszeichnungen
- 2008: 2. Preis Kabarett Kaktus

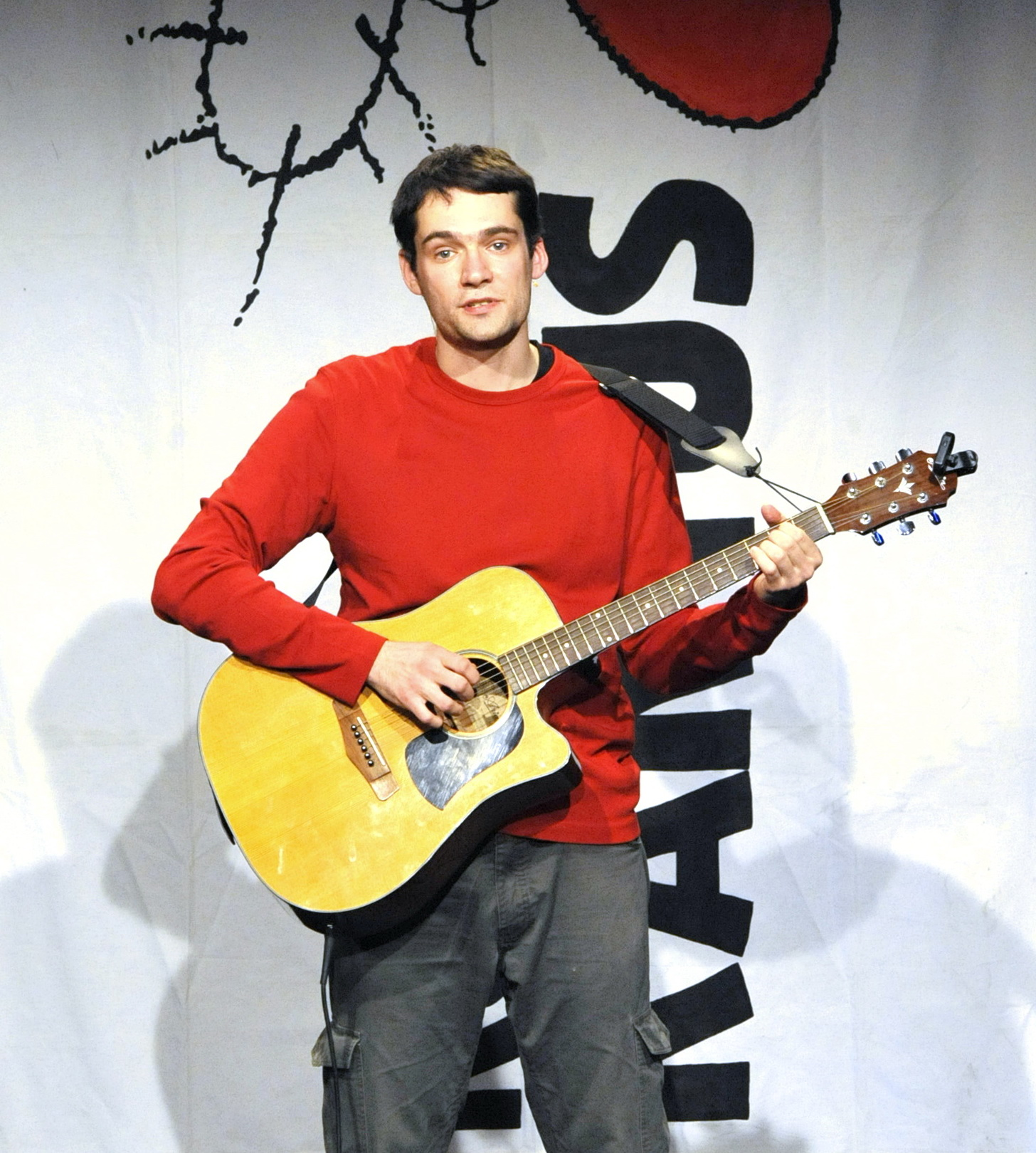
Tilman Birr beim Kabarett Kaktus 2008

- 2010: 2. Preis Jugend kulturell Förderpreis
- 2010: Obernburger Mühlstein
- 2011: 2. Preis Paulaner Solo+
- 2012: Lüdenscheider Lüsterklemme
- 2013: Deutscher Kabarettpreis (Förderpreis) für On se left you see se Siegessäule. Erlebnisse eines Stadtbilderklärers (2013)